# All-Ireland Senior Football Championship 1966
L'All-Ireland Senior Football Championship 1966 fu l'edizione numero 80 del principale torneo di calcio gaelico irlandese. Galway batté in finale Meath ottenendo la settima vittoria della sua storia.

## Semifinali
| Dublino 7 agosto 1966 | Galway | 1-11 – 1-09 | Cork | Croke Park |

| Dublino 21 agosto 1966 | Meath | 2-16 – 1-09 | Down | Croke Park |

### Finale
| Dublino 25 settembre 1966, ore 15:30 BST | Galway                | 1-10 – 0-07 | Meath | Croke Park (71569 spett.)\| Arbitro: \| John Hatton (Wicklow) \| |
| Arbitro:                                 | John Hatton (Wicklow) |             |       |                                                                  |